# Mexico (Missouri)
Mexico és una població dels Estats Units a l'estat de Missouri. Segons el cens del 2000 tenia 11.320 habitants.

## Demografia
Segons el cens del 2000, Mexico tenia 11.320 habitants, 4.804 habitatges, i 3.021 famílies. La densitat de població era de 384,4 habitants per km².
Dels 4.804 habitatges en un 28,8% hi vivien nens de menys de 18 anys, en un 46,8% hi vivien parelles casades, en un 12,7% dones solteres, i en un 37,1% no eren unitats familiars. En el 33,2% dels habitatges hi vivien persones soles el 16,3% de les quals corresponia a persones de 65 anys o més que vivien soles. El nombre mitjà de persones vivint en cada habitatge era de 2,25 i el nombre mitjà de persones que vivien en cada família era de 2,84.
Per edats la població es repartia de la següent manera: un 23,9% tenia menys de 18 anys, un 7,9% entre 18 i 24, un 25,0% entre 25 i 44, un 22,5% de 45 a 60 i un 20,8% 65 anys o més.
L'edat mediana era de 40 anys. Per cada 100 dones de 18 o més anys hi havia 81,6 homes.
La renda mediana per habitatge era de 30.714 $ i la renda mediana per família de 39.406 $. Els homes tenien una renda mediana de 30.266 $ mentre que les dones 21.190 $. La renda per capita de la població era de 17.845 $. Entorn del 10,0% de les famílies i el 13,8% de la població estaven per davall del llindar de pobresa.

## Poblacions més properes
El següent diagrama mostra les poblacions més properes.